# هوراسیو پرالتا
هوراسیو پرالتا (انگلیسی: Horacio Peralta؛ زادهٔ ۳ ژوئن ۱۹۸۲) بازیکن فوتبال اهل اروگوئه است که در حال حاضر در پست مهاجم برای دپورتیوو مالدونادو در اروگوئه بازی می‌کند.
وی همچنین در تیم ملی فوتبال اروگوئه بازی کرده‌است.